# Marek Miller
Zbigniew Marek Miller (ur. 23 marca 1951 w Łodzi) – polski reporter i założyciel Laboratorium Reportażu.

## Życiorys
Magisterium z socjologii obronił w 1978 roku na Uniwersytecie Łódzkim. W latach 1981–1986 pracował dla tygodników „Odgłosy” w Łodzi i „Radar” w Warszawie. W latach 1987–1989 wykładał w Państwowej Wyższej Szkole Filmowej, Telewizyjnej i Teatralnej w Łodzi. W latach 1989–1993 był redaktorem naczelnym miesięcznika “Bestseller”. W latach 1994–1998 prowadził wykłady w Instytucie Dziennikarstwa Uniwersytetu Warszawskiego. W latach 1999–2000 sprawował funkcję dyrektora Instytutu Dziennikarstwa Collegium Civitas. Obecnie wykłada w Instytucie Dziennikarstwa Uniwersytetu Warszawskiego. Od roku 1998 jest członkiem Rady Programowej Telewizji POLSAT.
Twórca i animator Laboratorium Reportażu – miejsca dziennikarskich poszukiwań i eksperymentów penetrującego przestrzeń między dziennikarstwem a pisarstwem, oraz badającego możliwości zbiorowej pracy nad tekstem i multimedialnego opowiadania tematu.
Mieszka w Warszawie, na Żoliborzu.

## Działalność społeczna
- Pomysłodawca i pierwszy dyrektor Festiwalu Mediów „Człowiek w zagrożeniu” w Łodzi (1989)
- Członek Rady Prezydenta RP do Spraw Środków Masowego Przekazu (1993)
- Członek Rady Programowej Fundacji Centrum Badań i Edukacji im. Ryszarda Kapuścińskiego (od 2010)

## Działalność twórcza i nagrody
- Reporterów sposób na życie (1983)
  - Nagroda tygodnika Życie Literackie
- Kto tu wpuścił dziennikarzy? (1983)
  - Książka była czytana w odcinkach w stanie wojennym w Rozgłośni Polskiej Radia Wolna Europa w Monachium
  - W 1991 została wystawiona w Teatrze Telewizji przez Mikołaja Grabowskiego
- Filmówka. Powieść o łódzkiej szkole filmowej (1992)
  - Książka stanowiła podstawę wieloodcinkowego filmu dokumentalnego poświęconego Szkole Filmowej w Łodzi.
  - Nagroda Ministerstwa Kultury i Sztuki „Laterna Magica”, Nagroda Wydawców „Złota Sowa”
- Arystokracja (1993)
- Pierwszy milion, czyli Chłopcy z Mielczarskiego (1999)
  - Na podstawie tej książki powstały film fabularny i serial telewizyjny według scenariusza Marka Millera, w reż. Waldemara Dzikiego
- Zagrajcie mi to pięknie. „Pan Tadeusz” według Andrzeja Wajdy (1999)
- Z kroniki Auschwitz (2005); cykl filmów dokumentalnych na podstawie tekstu Marka Millera, w reż Michała Bukojemskiego
- Kto tu wpuścił dziennikarzy według pomysłu Marka Millera. 25 lat później według pomysłu Janiny Jankowskiej i Marka Millera (2005)
- Sekta made in Poland (2007) (we współpracy ze studentami Laboratorium Reportażu)
  - Na podstawie książki powstał spektakl Pani Bóg Halina w Narodowym Starym Teatrze w Krakowie w reż. Marii Spiss
  - Na podstawie książki powstało słuchowisko w Teatrze Polskiego Radia
- Góra Góry, czyli Ekonomia zbawienia (2007) (we współpracy ze studentami Laboratorium Reportażu)
  - Na podstawie książki powstał spektakl w Teatrze TV w reż. Pawła Woldana
  - Na podstawie książki powstało słuchowisko w Teatrze Polskiego Radia[2]
- Uczta grudniowa 1840 roku, czyli dwóch na słońcach swych przeciwnych Bogów (2007)
  - Na podstawie książki powstał spektakl w Starym Teatrze w Krakowie w reż. Mikołaja Grabowskiego
- Dziennikarstwo według Jana Pawła II (2008) (we współpracy ze studentami Laboratorium Reportażu)
- Terezin (2008); spektakl w Starym Teatrze w Krakowie na podstawie tekstu Marka Millera Europa według Aushwitz. Theresienstadt w reż. Zbigniewa Micha.
- Europa wg Auschwitz. Litzmannstadt Ghetto (2009) (we współpracy ze studentami Laboratorium Reportażu),
  - Nagroda Złoty Ekslibris Wojewódzkiej i Miejskiej Biblioteki Publicznej w Łodzi za najlepszą książkę roku.
  - Na podstawie książki powstał film dokumentalny „Likwidacja” w technice 3D w reż. Michała Bukojemskiego i Marka Millera.
  - Książka była czytana w odcinkach w Teatrze Polskiego Radia w Łodzi
- Pisanie. Z Ryszardem Kapuścińskim rozmawia Marek Miller, Spółdzielnia Wydawnicza „Czytelnik” (2012),
  - Nagroda Warszawskiej Premiery Literackiej – najlepsza książka miesiąca kwietnia 2012
- Papież i Generał, Narodowe Centrum Kultury, Rosikon Press (grafika: Przemysław Truściński, 2015).